# Championnat d'Europe de hockey sur glace 1929
Navigation
Saint-Moritz 1928 France, Autriche, Allemagne 1930
Le quatorzième championnat d'Europe de hockey sur glace a eu lieu du 28 janvier au 3 février 1929 à Budapest en Hongrie.

## Contexte et déroulement
Neuf nations devaient participer au championnat d'Europe 1929 mais finalement la Finlande n'a pas participé. La compétition s'est déroulé de la même manière que lors du championnat de 1926 : trois poules de trois équipes (ou deux, à la suite de la défection de la Finlande) à l'issue desquelles, les équipes classées premières sont qualifiées pour les demi-finales. Celles classées secondes jouent un mini tournoi pour déterminer le classement. Les équipes finissant à la dernière place des groupes B et C sont directement classées.

## Première phase

### Groupe A
Le groupe A ne contient finalement que la Pologne et la Suisse. Les Polonais battent les Suisses sur le score de 2 buts à 0 le 30 janvier. La Pologne est donc qualifiée pour les demi-finales tandis que la Suisse jouera un tournoi pour se qualifier pour ces mêmes demi-finales.

### Groupe B
Résultats des matchs
- Autriche 1-0 Allemagne
- Tchécoslovaquie 2-1 Allemagne
- Tchécoslovaquie 3-1 Autriche

Classement
|   | Équipe          | PJ | V | N | D | BP | BC |
| - | --------------- | -- | - | - | - | -- | -- |
| 1 | Tchécoslovaquie | 2  | 2 | 0 | 0 | 5  | 2  |
| 2 | Autriche        | 2  | 1 | 0 | 1 | 2  | 3  |
| 3 | Allemagne       | 2  | 0 | 0 | 2 | 1  | 3  |

### Groupe C
Résultats des matchs
- Hongrie 1-2 Italie (après prolongation)
- Italie 1-0 Belgique
- Hongrie 1-1 Belgique (après prolongation)

Classement
|   | Équipe   | PJ | V | N | D | BP | BC |
| - | -------- | -- | - | - | - | -- | -- |
| 1 | Italie   | 2  | 2 | 0 | 0 | 3  | 1  |
| 2 | Hongrie  | 2  | 0 | 1 | 1 | 2  | 3  |
| 3 | Belgique | 2  | 0 | 1 | 1 | 1  | 2  |

## Phase finale

### Tournoi des «seconds»
Résultats des matchs
- Hongrie 0-3 Autriche
- Autriche 3-1 Suisse
- Hongrie 0-1 Suisse

Classement
|   | Équipe   | PJ | V | N | D | BP | BC |
| - | -------- | -- | - | - | - | -- | -- |
| * | Autriche | 2  | 2 | 0 | 0 | 6  | 1  |
| 5 | Suisse   | 2  | 1 | 0 | 1 | 2  | 3  |
| 6 | Hongrie  | 2  | 0 | 0 | 2 | 0  | 4  |

### Demi-finales
Les demi-finales ont eu lieu les 1er et 2 février.
- Tchécoslovaquie 1-0 Italie (après deux prolongations)
- Pologne 3-1 Autriche

### Match pour la troisième place
L'Autriche a gagné la médaille de bronze en battant le 3 février l'Italie sur le score de 4 buts à 2 (avec respectivement 0-2, 2-0 et 2-0 lors des tiers-temps).

### Finale
La finale a eu lieu le même jour que le match pour la troisième place et au terme du temps règlementaire, la Tchécoslovaquie et la Pologne étaient à égalité 1 partout, les deux buts ayant été marqué lors de la troisième période. Il faudra attendre deux prolongations pour voir les tchécoslovaques remporter leur troisième titre.

## Classement final
|        | Équipe          |
| ------ | --------------- |
| Or     | Tchécoslovaquie |
| Argent | Pologne         |
| bronze | Autriche        |
| 4      | Italie          |
| 5      | Suisse          |
| 6      | Hongrie         |
| 7      | Belgique        |
| 8      | Allemagne       |